# Morisson
Morisson je priimek več oseb:
- Louis-Paulin-Charles-Edouard Morisson, francoski general
- Roger-Albert-Firmin Morisson, francoski general